# 西鉄旅行

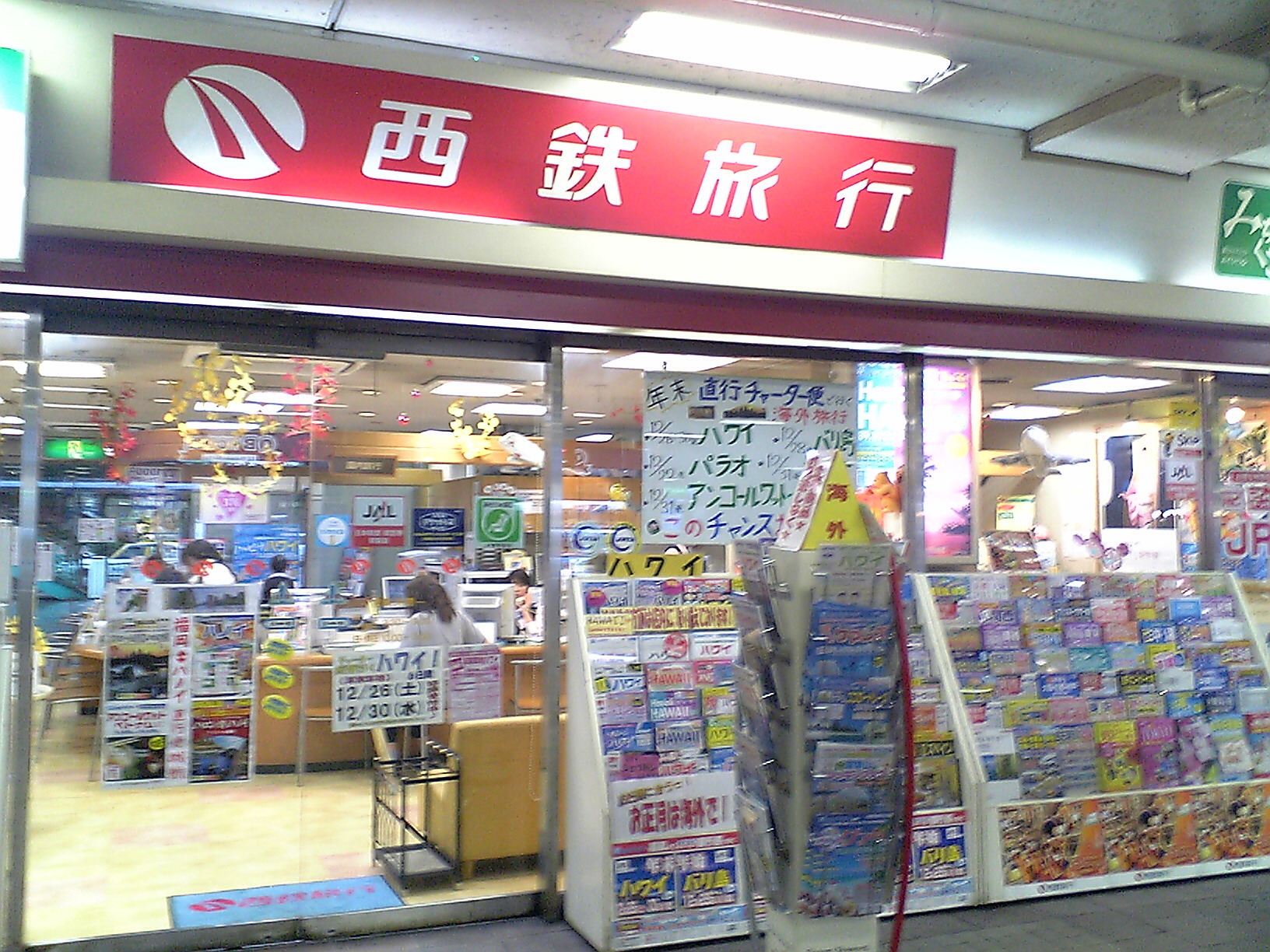
西鉄旅行久留米旅行センター（西鉄久留米駅1階にある）

西鉄旅行株式会社（にしてつりょこう）は、福岡県福岡市中央区薬院3丁目に本社を置く日本の旅行会社であり、西鉄グループの会社である。

## 概要
国内旅行、海外旅行のツアーの取り扱いを中心に、運送・貨物の代理業等を行っている。沖縄県を含む九州全域と東京都・神奈川県・愛知県・大阪府・京都府・広島県（エディオンとの提携店舗を西鉄旅行エディオン広島支店として出店）で店舗展開を行っている。

## 沿革
- 1948年（昭和23年）11月15日 - 西鉄旅行事業部（西鉄航空）が航空代理店業務を開始（アメリカ・パンアメリカン航空と代理店契約）
- 1954年（昭和29年）11月17日 - 西鉄観光株式会社（西鉄観光バスとの直接の関連はない）を設立。
- 1966年（昭和42年）7月1日 -  西鉄電車・バスの定期券発売を西鉄観光が受託開始。
- 1981年（昭和56年）1月1日 -  西鉄旅行事業部と西鉄観光が事業統合し、西鉄旅行株式会社となる。
- 1996年（平成8年）4月1日 -  柳川西鉄旅行株式会社を西鉄旅行に合併
- 1997年（平成9年）4月1日 -  西鉄旅行が子会社NISHITETSU TRAVEL HAWAII, INC.を設立

## トピックス
- 同社はスポーツ観戦ツアーに強く、日本サッカー協会公認のツアーも組んでいる。1998年の1998 FIFAワールドカップ（W杯フランス大会）では、多くの旅行会社が現地でのチケット手配に失敗し、多くの日本人観戦客がフランスへ渡航しても試合を観戦できないというトラブルが頻発したが、西鉄旅行は日本サッカー協会や国外のFIFA正規代理店からチケットを確保していたため、全てのツアー参加者が予定通りに試合を観戦できた。
- 2006年の2006 FIFAワールドカップ（W杯ドイツ大会）でも、グループリーグの日本対ブラジル戦観戦のために、日本から試合会場のドイツ・ドルトムントまで0泊2日（機中泊2回）で往復する弾丸ツアーをジェイティービー(JTB)と共に主催した。
- 2008年の北京オリンピックでは日本選手団の輸送を受注している。
- 2018年4月時点では、サッカー20クラブ以上（J1×10、J2×7、J3×3、JFL×1、なでしこリーグ×2 地域リーグ多数）、バスケットボール8クラブ（B1×3、B2×4、B3×1）、野球2チーム、アイスホッケー1チームと、スポンサー・パートナー・広告看板契約を締結して、各チームの遠征手配や応援ツアーを実施している。